# Jeffrey Jay Cohen

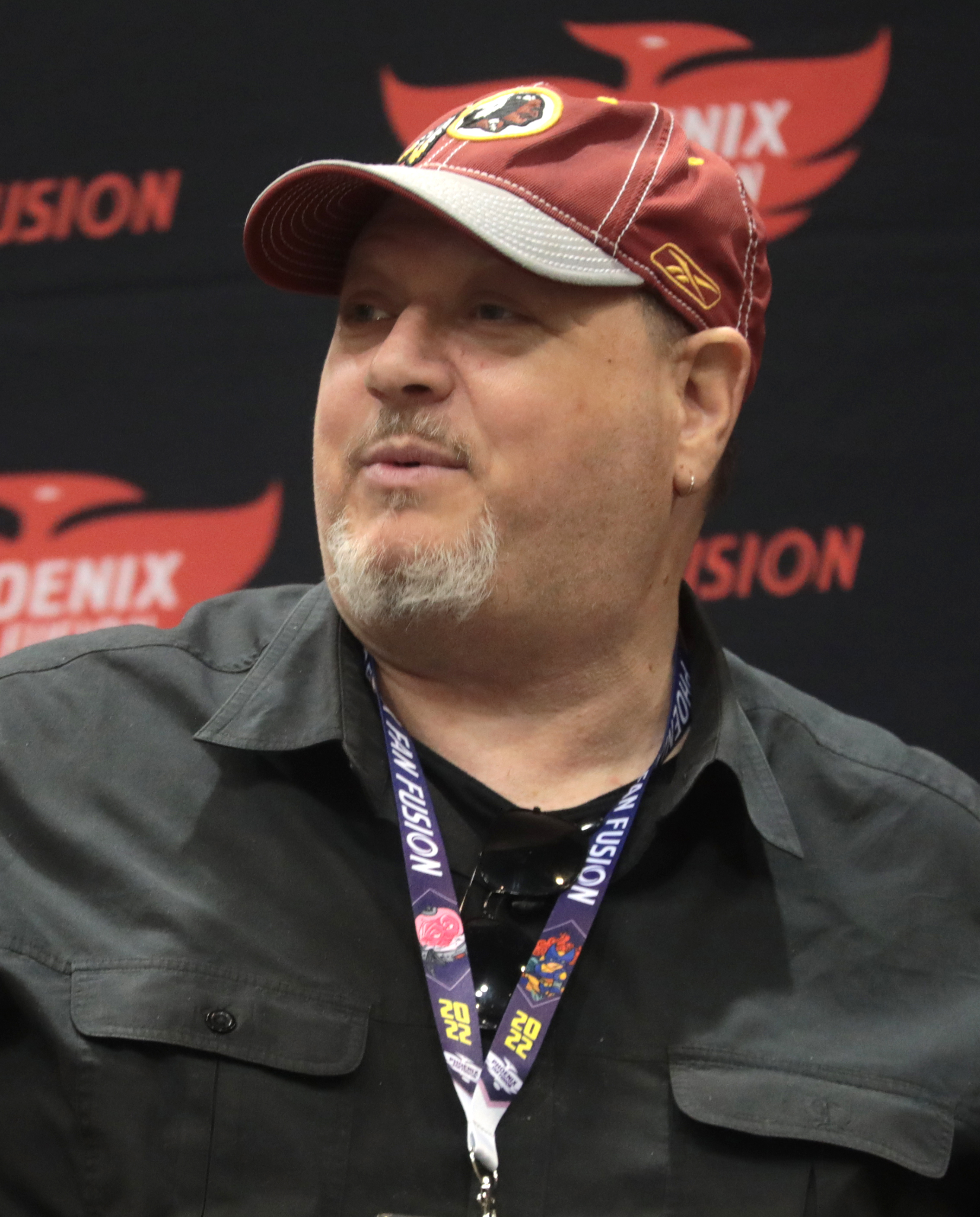
Jeffrey Jay Cohen, 2022

Jeffrey Jay Cohen (* 22. Juni 1965) ist ein US-amerikanischer Fernseh- und Filmschauspieler.

## Karriere
Das erste Mal trat Cohen 1985 im Film „Paradise Motel“ auf. Noch im selben Jahr spielte er „Skinhead“, ein Mitglied von „Biff Tannens“ Bande, im Film Zurück in die Zukunft und wirkte auch in den beiden Folgefilmen mit.
1987 spielte er „White Zac“ im Actionfilm Der Prinzipal – Einer gegen alle. 1994 wirkte er in der Dramaserie Valley of the Dolls als „Seth Stein“ mit. Es folgten noch eine Reihe kleiner Nebenrollen in Filmen und Fernsehserien-Episoden. Zu dieser Zeit war er auch in kleineren Filmprojekten als Regie-Assistent tätig. 2001 zog er sich aus der Filmbranche zurück.

## Filmografie (Auswahl)
- 1985: Paradise Motel
- 1985: V – Die außerirdischen Besucher kommen (V, Fernsehserie, eine Folge)
- 1985: Crazy Love – Liebe schwarz auf weiß (Secret Admirer)
- 1985: Zurück in die Zukunft (Back to the Future)
- 1985, 1986: Unglaubliche Geschichten (Amazing Stories, Fernsehserie, 2 Folgen)
- 1986: Fire with Fire – Rache folgt eigenen Regeln (Fire with Fire)
- 1987: Der Prinzipal – Einer gegen alle (The Principal)
- 1987: Daddy
- 1988: 976-EVIL – Durchwahl zur Hölle (976-EVIL)
- 1989: Zurück in die Zukunft II (Back to the Future II)
- 1990: Zurück in die Zukunft III (Back to the Future III)
- 1994: Valley of the Dolls (Fernsehserie, 65 Folgen)
- 1994: Baywatch – Die Rettungsschwimmer von Malibu (Baywatch, Fernsehserie, eine Folge)
- 1994: Das Objekt der Begierde (Object of Obsession)
- 1998: Pacific Blue – Die Strandpolizei (Pacific Blue, Fernsehserie, eine Folge)
- 1998: Night Call (The Night Caller)
- 2000: Almost Famous – Fast berühmt (Almoust Famous)
- 2001–2002: Providence (Fernsehserie, 2 Folgen)